# Kingsley Madu
Kingsley Madu (ur. 12 grudnia 1995 w Kadunie) – nigeryjski piłkarz grający na pozycji lewego obrońcy. Od 2021 jest zawodnikiem klubu FK AS Trenčín.

## Kariera piłkarska
Swoją karierę piłkarską Madu rozpoczął w klubie El-Kanemi Warriors. W 2013 roku awansował do pierwszego zespołu i wtedy też zadebiutował w nim w nigeryjskiej Premier League. W 2014 roku przeszedł z El-Kanemi do słowackiego FK AS Trenčín. 1 marca 2014 zaliczył w nim swój debiut w pierwszej lidze słowackiej w wygranym 2:1 domowym meczu z MŠK Žilina. W sezonie 2013/2014 wywalczył z klubem z Trenczyna wicemistrzostwo Słowacji. W sezonie 2014/2015 najpierw zdobył Superpuchar Słowacji, a następnie został mistrzem kraju, a w maju 2015 wystąpił w wygranym po serii rzutów karnych (po 120 minutach był remis 2:2) finale Pucharu Słowacji z FK Senica. W sezonie 2015/2016 obronił z Trenčínem tytuł mistrzowski i zdobył superpuchar. W kwietniu 2016 ponownie zdobył Puchar Słowacji (zagrał w zwycięskim 3:1 finale ze Slovanem Bratysława).
Latem 2016 Madu przeszedł do SV Zulte Waregem. Zadebiutował w nim 16 października 2016 w przegranym 0:3 wyjazdowym meczu z KAA Gent. W 2019 roku był wypożyczony do KSV Roeselare. W sezonie 2019/2020 był piłkarzem Odense BK.
| Sezon   | Klub               | Kraj     | Rozgrywki       | Mecze | Gole |
| ------- | ------------------ | -------- | --------------- | ----- | ---- |
| 2013    | El-Kanemi Warriors | Nigeria  | Premier League  | ?     | ?    |
| 2013/14 | FK AS Trenčín      | Słowacja | 1. Liga         | 12    | 0    |
| 2014/15 | FK AS Trenčín      | Słowacja | 1. Liga         | 15    | 2    |
| 2015/16 | FK AS Trenčín      | Słowacja | 1. Liga         | 30    | 1    |
| 2016/17 | FK AS Trenčín      | Słowacja | 1. Liga         | 3     | 0    |
| 2016/17 | SV Zulte Waregem   | Belgia   | Eerste klasse A | 12    | 0    |
| 2017/18 | SV Zulte Waregem   | Belgia   | Eerste klasse A | 3     | 0    |
| 2018/19 | SV Zulte Waregem   | Belgia   | Eerste klasse A | 0     | 0    |
| 2018/19 | KSV Roeselare      | Belgia   | Eerste klasse B | 10    | 1    |
| 2019/20 | Odense BK          | Dania    | Superligaen     | 1     | 0    |
| 2020/21 | FK AS Trenčín      | Słowacja | 1. Liga         | 4     | 0    |

## Kariera reprezentacyjna
W reprezentacji Nigerii Madu zadebiutował 13 czerwca 2015 roku w wygranym 2:0 meczu kwalifikacji do Pucharu Narodów Afryki 2017 z Czadem.